# Primesberg
Primesberg ist eine Ortschaft der Gemeinde Bad Goisern am Hallstättersee in Oberösterreich.
Die Ortschaft liegt im Traunviertel, ist Teil des Inneren Salzkammergutes und gehört zum Bezirk Gmunden. Sie befindet sich nördlich von Bad Goisern. Am 1. Jänner 2025 gab es in Primesberg 73 Einwohner.